# Autonomt oblast
Autonomt oblast, eller "autonomt län", är en administrativ enhet i Ryssland och före detta Sovjetunionen. Dessa användes under Sovjettiden till att ge minoritetsgrupper visst minoritetsstyre. I dagens Ryssland finns ett autonomt oblast, Judiska autonoma oblastet.
Historiska autonoma oblast:
- I Ryska SFSR:
  - Adygeiska autonoma oblastet (nu Adygejien)
  - Tjerkessiska autonoma oblastet (1928-1957; Tjerkessiska nationella distriktet 1926-1928; nu Tjerkessien)
  - Gorno-altaiska autonoma oblastet (nu Gornyj-Altaj)
  - Karatjajisk-tjerkessiska autonoma oblastet (nu Karatjajen–Tjerkessien)
  - Chakassiska autonoma oblastet (nu Chakassien)
  - Tuvinska autonoma oblastet (1944-1961) (nu Tuva)
- I georgiska SSR:
  - Sydossetiska autonoma oblastet (nu Sydossetien)
- I azerbajdzjanska SSR:
  - Nagorno-Karabach
- I tadzjikiska SSR:
  - Gorno-badakhshanska autonoma oblastet (se Badakhshan)
- I vitryska SSR
  - Dzierzynszczyzna (1932-1935), polskt autonomt distrikt
- I ukrainska SSR:
  - Marchlewszczyzna (1926-1935), polskt autonomt distrikt
- Aginsk-burjatiska autonoma oblastet
- Hanti-mansiska autonoma oblastet
- Jamalo-nenetsiska autonoma oblastet
- Korjakiska autonoma oblastet
- Nenetsiska autonoma oblastet
- Tjukotska autonoma oblastet
- Ust-ordinsk-burjatiska autonoma oblastet

Se även Rysslands autonoma regioner.